# Dronninglund (plaats)
Dronninglund is een plaats en voormalige gemeente in Denemarken, gelegen in de streek Vendsyssel.

## Voormalige gemeente
De oppervlakte bedroeg 316,23 km². De voormalige gemeente telde 15.213 inwoners waarvan 7672 mannen en 7541 vrouwen (cijfers 2005). De gemeente Dronninglund valt sinds 2007 onder de nieuw gevormde gemeente Brønderslev.

## Plaats
De plaats Dronninglund telt 3037 inwoners (2006). Bezienswaardig is het Dronninglund Slot en Dorf Mølle.

## Geboren
- Stine Jørgensen (1990), handbalster
- Emma Snerle (2003), voetbalster

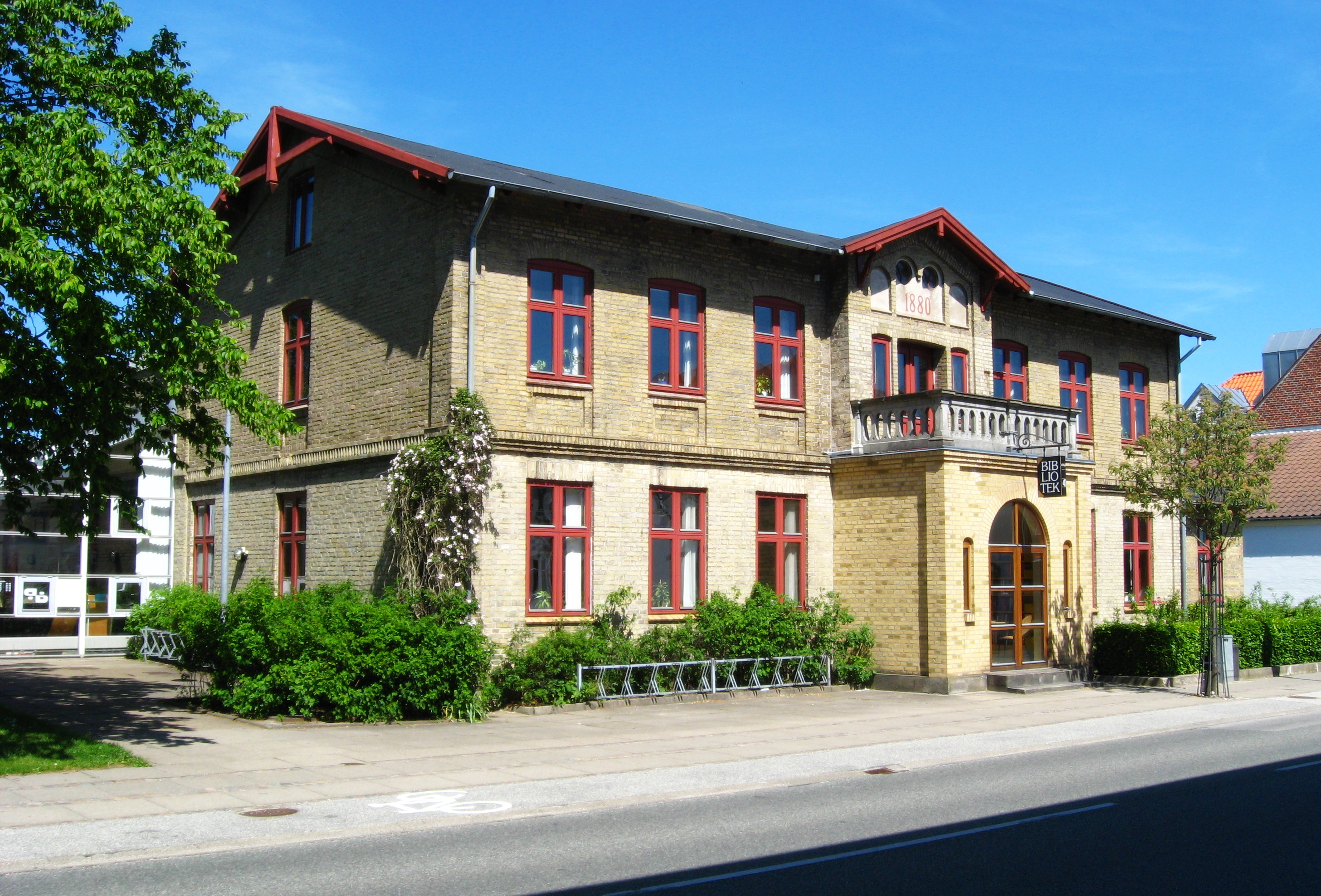
Bibliotheek
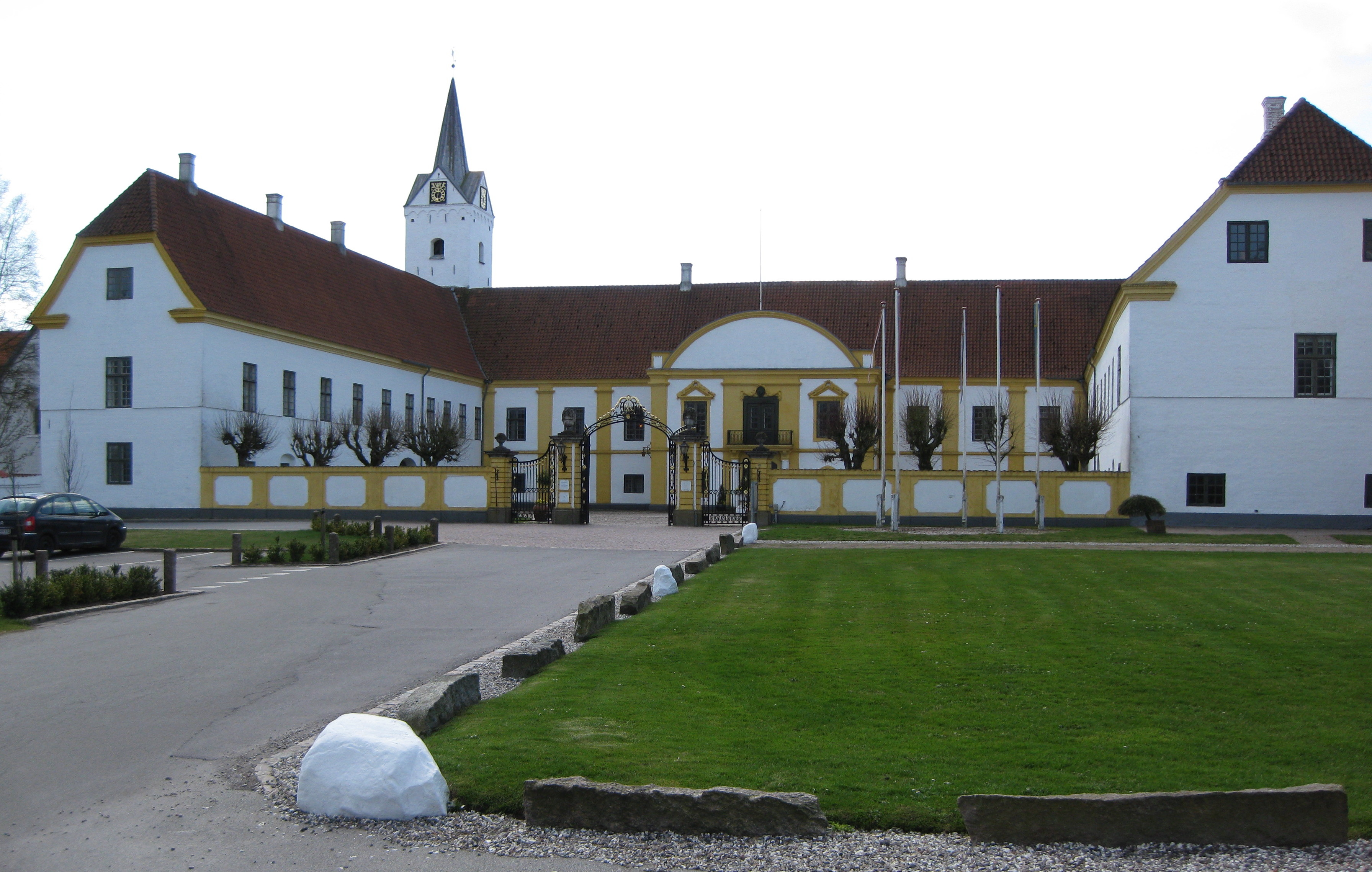
Het Slot

- MusicBrainz: 4b6b0aaa-b034-4354-8dc2-8e0b216246c1
- Virtual International Authority File: 239601387
- WorldCat: E39PBJrrCRYB7y7trFfF4cBkjC